# 高雄市鹽埕運動中心
高雄市鹽埕運動中心（Kaohsiung Yancheng Sports Center），是高雄市第七座國民運動中心。運動中心位於高雄市鹽埕區，由鹽埕國中體育館重新整修而成，委外由信仰體育管理顧問股份有限公司營運，於2023年5月31日正式營運。

## 設施介紹
- 健身房、多功能運動教室、室內游泳池、羽球場、桌球室、綜合體育館

## 週邊設施
- 高雄市立鹽埕國民中學
- 愛河
- 高雄市電影館
- 高雄市鹽埕區光榮國民小學
- 高雄市公共自行車租賃系統：
  - 鹽埕國中：新樂街46號東側
  - 新樂截流抽水站：河西路10號東側(河濱步道)

## 外部連結
- 高雄市鹽埕運動中心的Facebook專頁